# Nob (auteur)
Cet article concerne le dessinateur et scénariste de bande dessinée né en 1973. Pour le peintre et caricaturiste également connu sous le pseudonyme de « Nob » (1880-1935), voir Marcel Noblot. Pour les homonymes, voir NOB.
 (mars 2015).
Si vous disposez d'ouvrages ou d'articles de référence ou si vous connaissez des sites web de qualité traitant du thème abordé ici, merci de compléter l'article en donnant les références utiles à sa vérifiabilité et en les liant à la section « Notes et références ».
Nob, de son vrai nom Bruno Chevrier, né en 1973 à Tours, est un dessinateur, scénariste et coloriste de bande dessinée français. Il signe parfois sous le pseudonyme Bruno Garcia.

## Biographie
Nob débute dans la bande dessinée en créant un fanzine au lycée ; il gagne le premier prix du concours BD du festival de Grenoble, puis un prix au concours scolaire du festival d'Angoulême[réf. nécessaire]. Il participe au magazine Tchô!, où il publie plusieurs séries dont il est l'auteur, après avoir été repéré dans un concours de jeunes talents par les Éditions Glénat[réf. nécessaire]. Il est rédacteur en chef et graphiste du magazine en 2003, avant de démissionner de ce poste en 2008.
Nob apparaît dans le magazine Spirou à partir de 2004 et régulièrement depuis 2010.

## Publications

### Scénarios et dessins
- Bogzzz, Éditions Glénat :

1. L´école buissonnière, 2002
2. La saison des zzzamours, 2003
3. Les Copains d´abord, 2004
4. Ze bogzzzshow, 2005

- Mon ami Grompf, Éditions Glénat :

1. Yéti de compagnie, 2006
2. Gare au gorille, 2007
3. Cœur de géant, 2007
4. Un copain au poil!, 2008
5. Soutien de famille, 2009
6. King Kong foufou, 2010
7. Yéti Gaga, 2011
8. Classe sauvage, 2012
9. Monster Cool, 2014
10. Un amour de yéti, 2015

- Mamette, Éditions Glénat :

1. Anges et pigeons, 2006
2. L'Âge d'or, 2007
3. Colchiques, 2008
4. Entre ciel et terre, 2009
5. La Fleur de l'âge, 2011
6. Les papillons, 2014

- Les Souvenirs de Mamette, Éditions Glénat :

1. La Vie aux champs, 2009
2. Le Chemin des écoliers, 2011
3. La bonne Étoile, 2012

- La Cuisine de Mamette, Éditions Glénat, 2013

- Le Lutin bon à rien, Éditions Glénat, 2012

- L'Atelier Mastodonte, collectif, Éditions Dupuis :
  - tome 1, 2013
  - tome 2, 2014
  - tome 3, 2015
  - tome 4, 2016

- Dad, Éditions Dupuis :

1. Filles à papa, 2015 - Sélection Jeunesse du Festival d'Angoulême 2016
2. Secret de famille, 2015
3. Les nerfs à vif, 2016
4. Star à domicile, 2017
5. Amour, gloire et corvée, 2018
6. Père à tout faire, 2019
7. La Force tranquille, 2020
8. Cocon familial, 2021
9. Papa pop, 2022
10. Multi Daddy, 2023
11. Flashbacks, 2024
  - H.S. Une journée de Dad, 2017
  - H.S. Manuel du Dad (presque) parfait, 2018

- La Cantoche, Éditions Bayard :

1. Premier service, 2016
2. Les Goûts et les Couleurs, 2017
3. À consommer sans modération,  2018
4. Faut pas gaspiller !, 2019
5. En avant, mâche !, 2020
6. Les pieds dans le plat, 2021
7. Buffet à volonté, 2022
8. À la bonne franquette !, 2023
9. La main à la pâte, 2024

### Dessins
- Slurp !, scénario de Nicolas Digard, Éditions Glénat 2014

### Mise en couleurs
- La Randonnée illustrée de A à Z, scénario de Chanchan, dessins de Nico, Éditions La Sirène 1999

- Titeuf, scénario et dessins de Zep, Éditions Glénat :
  - Mes meilleurs copains, 2006
  - Le sens de la vie, 2008
  - À la folie !, 2012
  - Bienvenue en adolescence !, 2015

- Alice au pays des singes, scénario de Tébo, dessins de Nicolas Kéramidas, Éditions Glénat et Canal BD :
  - Tome 1, 2012

## Prix et récompenses
- 2008 : prix de l'enseignement 41 pour le jeune public pour Mamette l'Age d'Or
- 2015 : Prix Jeune Public pour Filles à papa, le premier tome de Dad au 20e festival de la bande dessinée de Darnétal, Normandiebulle.
- 2017 :  Prix Saint-Michel jeunesse / humour pour Dad, t. 3

#### Interview
- Nob et Charles-Louis Detournay, « Nob (Mamette, Mon ami Grompf) : « Le BD Boum de Blois regorge d’initiatives intéressantes et originales ! » », sur Actua BD, 12 décembre 2010
- Nob (interviewé) et Marion Valière Loudiyi, « Nob et sa Mamette », La Nouvelle République du Centre-Ouest,‎ 23 septembre 2011